# 美学会
美学会（びがくかい、英名 The Japanese Society for Aesthetics）は、美学・芸術学・芸術史の研究促進を目的として1949年に設立された団体。
　

## 主な活動
- 全国大会・研究発表例会等の開催、機関誌の刊行、内外の関連学術団体との交流
- アジアではじめての国際美学会議（2001年日本学術会議と共催）

## 機関誌
- 『美学』 （和文） [1]
- 『AESTHETICS』 （欧文）[1]

### 美学
『美学』（びがく）は、美学会が発行する、美学の機関誌・学術雑誌である。創刊は1950年。2007年度までは季刊、以降は半年刊のペースで発行されている。オンライン版はJ-STAGEにおいて公開されている。